# Слуп (Ґарволінський повіт)
Слуп (пол. Słup) — село в Польщі, у гміні Парисув Ґарволінського повіту Мазовецького воєводства.
Населення — 224 особи (2011).
У 1975-1998 роках село належало до Седлецького воєводства.

## Демографія
Демографічна структура станом на 31 березня 2011 року:
|          | Загалом | Допрацездатний вік | Працездатний вік | Постпрацездатний вік |
| -------- | ------- | ------------------ | ---------------- | -------------------- |
| Чоловіки | 112     | 31                 | 78               | 3                    |
| Жінки    | 112     | 33                 | 62               | 17                   |
| Разом    | 224     | 64                 | 140              | 20                   |